# Direcció del vent

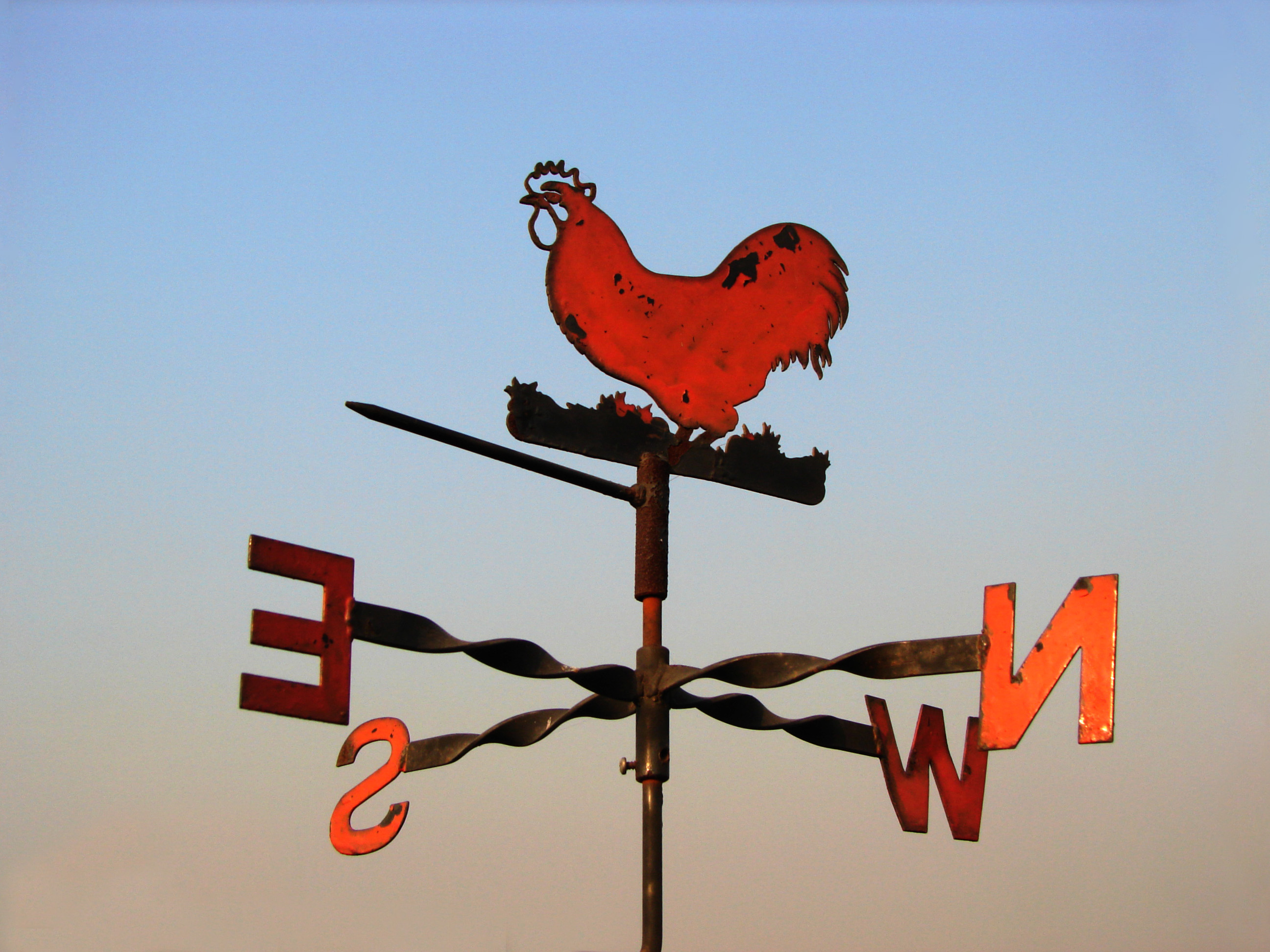
Un exemple de penell.

La direcció del vent s'anomena segons la direcció en la qual el vent s'origina. Per exemple un vent del nord bufa des del nord fins al sud. normalment s'indica en direcció cardinal o en graus d'azimut. Així, per exemple, un vent que ve del sud es dona com de 180 graus; un de l'est en 90 graus.
Hi ha diversos instruments que es fan servir per mesurar la direcció del vent, tals com la mànega de vent i el penell. Els dos instruments operen per la minimització de la resistència del vent. La manera com el penell apunta pel vents dominants indica la direcció en la qual està bufant el vent. El punt d'obertura més gran d'una mànega de vent indica la direcció des de la qual el vent bufa.
Els anemòmetres i els penells són instruments moderns que indiquen la velocitat i direcció del vent respectivament. Aquests instruments es fan servir en la indústria eòlica tant per investigar el recurs eòlic com en control de les turbines.
Quan encara no hi havia aquests instruments, una persona podia usar el dit índex per comprovar la direcció del vent. Això es podia fer mullant el dit i apuntant amb ell cap amunt. Així, el cantó del dit que se sentia fred indicava la direcció del vent que bufava. El refredament és causat per l'increment de taxa d'evaporació de la humitat del dit per l'aire que passa pel dit i per això aquest sistema no funciona bé en temps humit. El mateix principi mesura el punt de rosada amb un higròmetre de manera més acurada.